# 文山山矾
文山山矾（学名：Symplocos wenshanensis）为山矾科山矾属下的一个种。其种加词“wenshanensis”意为“云南文山的”。
现接受名为团花山矾指名亚种（Symplocos glomerata subsp. glomerata, 1882）。